# Bea Abrecht
Beatrice «Bea» Abrecht (* 1946 oder 1947) ist eine Schweizer Sängerin.

## Leben
Bea Abrecht stammt aus Schönbühl im Kanton Bern. Sie interpretierte in den 1950er Jahren mit ihrem Vater einfache Lieder. Nennenswerte Auftritte hatten sie in der Bierhalle Wolf in Zürich. Die 11-Jährige wurde dabei vom Musikmanager Werner Schmid entdeckt. Gefördert von der deutschen Gesangspädagogin Ria Ginster studierte sie später Gesang am Konservatorium Zürich und erreichte als 17-Jährige einen weiteren Höhepunkt mit ihrer Interpretation des Frühlingsstimmen-Walzers von Johann Strauss.
Regelmässige Aufnahmen mit dem Radio-Orchester Beromünster folgten in den späten 1960er Jahren. 1968 nahm sie mit dem Titel Gefährlich, gefährlich’ am Schweizer Vorentscheid zum Eurovision Song Contest 1968, unterlag aber Gianni Mascolo mit seinem italienischsprachigen Beitrag Guardando il sole. 1976 veröffentlichte sie die Single Dein Glück, das ist auch mein Glück, eine deutschsprachige Version von Brotherhood of Mans I Give You My Love. Ende der 1970er/Anfang der 1980er folgte eine Reihe von Kinderlied-Alben mit Trio Eugster.
Ihr Betätigungsfeld waren Volkstümliche Schlager auf Berndeutsch, ergänzt durch Jodelgesang. Unter ihren musikalischen Weggefährten waren Louis Armstrong, Udo Jürgens, Horst Jankowski, Max Greger und Carlo Brunner. Mit dem Titel Mir mached Grande Festa nahm sie am Grand Prix der Volksmusik 1989 und mit S’ Jodle, s’ jodle, s’ jodle an demjenigen im Jahr 1990 teil.
Infolge eines Verkehrsunfalls im Jahr 1999 endete ihre Gesangskarriere. Sie lebt in Schönbühl.

## Fernsehauftritte
Bea Abrecht hatte folgende Auftritte im Fernsehen:
- 1963 in der Sendung Rendevouz mit Jo
- 1967 in der Sendung Der goldene Schuß

## Diskografie

### Alben
- 1974: Ländler-Musig isch Trumpf (mit Kindli Buebe und Eugène Tiel, Stadt + Land)
- 1979: Die schönsten Kinderlieder aus aller Welt Folge 1 (mit Trio Eugster, CH-Records)
- 1980: Die schönsten Kinderlieder aus aller Welt (mit Trio Eugster und dem Stuttgarter Kinderchor, Intercord)
- 1982: D Bremer Stadtmusikante (mit Trio Eugster, Silva Records)
- 1982: Chinderliedli (mit Trio Eugster, Silva Records)
- 1989: Grande Festa (Baur Music Production)
- unbekanntes Jahr: Swiss Folklore 2001 (mit Horst Fischer, Tell Records)
- unbekanntes Jahr: One Night at the Kindli (mit Mario, Willy und The Joe Schmid Band, Kindli)

### Kompilationen
- 2020: Eifach gueti Musig! (Grüezi)[5]

### Singles
- 1976: Dein Glück, das ist auch mein Glück
- 1980: How Do You Do?
- 1982: Mir gönd no lang nid Hei
- 1988: Am Stammtisch im Sterne / In Hinderwil
- 1989: Mir mached Grande Festa
- 1990: S'Jodle, s'Jodle, s'Jodle